# Gabriel Harvey

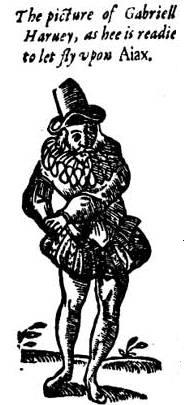
Gabriel Harvey.

Gabriel Harvey, född omkring 1545, död 1630, var en engelsk författare, kritiker, lärd och humanist.

## Biografi
Gabriel Harvey var Edmund Spensers personlige vän, ivrig anhängare av renässansens litterära idéer, och rekommenderade en direkt efterapning av antika former och av Francesco Petrarca. Harvey skrev dikter  på både engelska och latin, såsom elegin De Aulica, sonetter med mera. Puritanskt sinnad ställde han sig avvisande mot teatern och blev därefter i skrift attackerad av flera dramatiker. Han är antagligen förebild för den karrikerade latiniserade skolmästaren Holofernes i Love's labour's lost. Hans samlade skrifter utgavs av A. B. Grosart 1884-85, hans Marginalia av G. C. Morre-Smith 1913.